# Kendall Crater
Der Kendall Crater ist ein alter Vulkankrater auf Deception Island im Archipel der Südlichen Shetlandinseln. Er liegt westlich des Ronald Hill am Ostufer des Port Foster.
Der britische Geologe Donald Durston Hawkes (* 1934) vom Falkland Islands Dependencies Survey kartierte ihn 1961. Polnische Wissenschaftler benannten ihn 1999. Der Namensgeber ist nicht überliefert. Wahrscheinlich handelt es sich dabei um Edward Nicholas Kendall (1800–1845) von der Royal Navy, der bei der Antarktisfahrt der HMS Chanticleer (1827–1831) zwischen Januar und März 1829 die erste Vermessung von Deception Island vorgenommen hatte.